# Chippewa (Wisconsin)
Chippewa es un pueblo ubicado en el condado de Ashland en el estado estadounidense de Wisconsin. En el Censo de 2010 tenía una población de 374 habitantes y una densidad poblacional de 1,15 personas por km².

## Geografía
Chippewa se encuentra ubicado en las coordenadas 46°1′34″N 90°42′38″O / 46.02611, -90.71056. Según la Oficina del Censo de los Estados Unidos, Chippewa tiene una superficie total de 325.08 km², de la cual 322.37 km² corresponden a tierra firme y (0.83%) 2.71 km² es agua.

## Demografía
Según el censo de 2010, había 374 personas residiendo en Chippewa. La densidad de población era de 1,15 hab./km². De los 374 habitantes, Chippewa estaba compuesto por el 98.4% blancos, el 0% eran afroamericanos, el 0% eran amerindios, el 0% eran asiáticos, el 0% eran isleños del Pacífico, el 0% eran de otras razas y el 1.6% pertenecían a dos o más razas. Del total de la población el 0.8% eran hispanos o latinos de cualquier raza.